# Mirjami Kuosmanen
Mirjami Kuosmanen (22 de febrero de 1915 – 5 de agosto de 1963) fue una actriz y guionista cinematográfica finlandesa. 

## Biografía

### Inicios
Su nombre completo era Anni Mirjam Mielikki Kuosmanen, y nació en Keuruu, Finlandia, siendo uno de los diez hijos de Paavo Kuosmanen y Alina Finérin. Siendo su familia la más rica de la región gracias a los aserraderos de su padre, tuvo una educación libre. Joven atlética, en  su juventud practicaba deportes como atletismo, natación, esgrima e hípica, siendo igualmente aficionada a la danza folclórica.

### Carrera
Tras fallar en unos estudios en la escuela de cocina, Kuosmanen ingresó en la Academia de Teatro de la Universidad de las Artes de Helsinki, graduándose en 1938. A la vez que estudiaba, era bailarina por las noches en el Teatro Helsingin Kansanteatteri, donde hacía papeles de reparto en operetas, llegando a participar en una gira con Eino Jurkka.
Sin embargo, el cine atraía más a Kuosmanen que el teatro, habiendo hecho ya algún papel mientras se encontraba en la Academia de Teatro. El director Teuvo Tulio se fijó en Kuosmanen y le dio su primer papel de importancia, el de Annikki en una adaptación de un texto de Johannes Linnankoski, Laulu tulipunaisesta kukasta (1938). El éxito de su interpretación hizo que la actriz se dedicara plenamente al cine desde aquel momento
El director Nyrki Tapiovaara la dirigió en la comedia Kaksi Vihtoria (1939), en la cual la actriz cantaba un tema de revista, ”Sulamit”. El mismo director le dio el primer papel femenino en la película Miehen tie, obteniendoel apoyo de la crítica, especialmente de Raoul af Hällström en la revista Elokuva-Aitta. Miehen tien hubo de ser completada por Erik Blomberg, esposo de Kuosmanen, y Hugo Hytönen, pues Tapiovaara falleció mientras servía en la Guerra de Invierno.
Durante la Guerra de Continuación, Kuosmanen pasó a trabajar con la productora Suomen Filmiteollisuus. Tras varios papeles de reparto, fue protagonista en el drama rural dirigido por Edvin Laine Yrjänän emännän synti (1943). Aunque la película fue considerada demasiado teatral, la actuación de Kuosmanen como Selma Yrjänä fue un éxito artístico.
Tras la guerra rodó Sinä olet kohtaloni (1945), consiguiendo una gran interpretación. Sin embargo, en años posteriores sus papeles fueron más modestos, aunque hubo una excepción con la cinta sueca Livet i Finnskogarna (1947), fotografiada por su esposo. La producción tuvo muy buena acogida en Suecia, y la actriz fue llamada ”la Esther Williams sueca”.

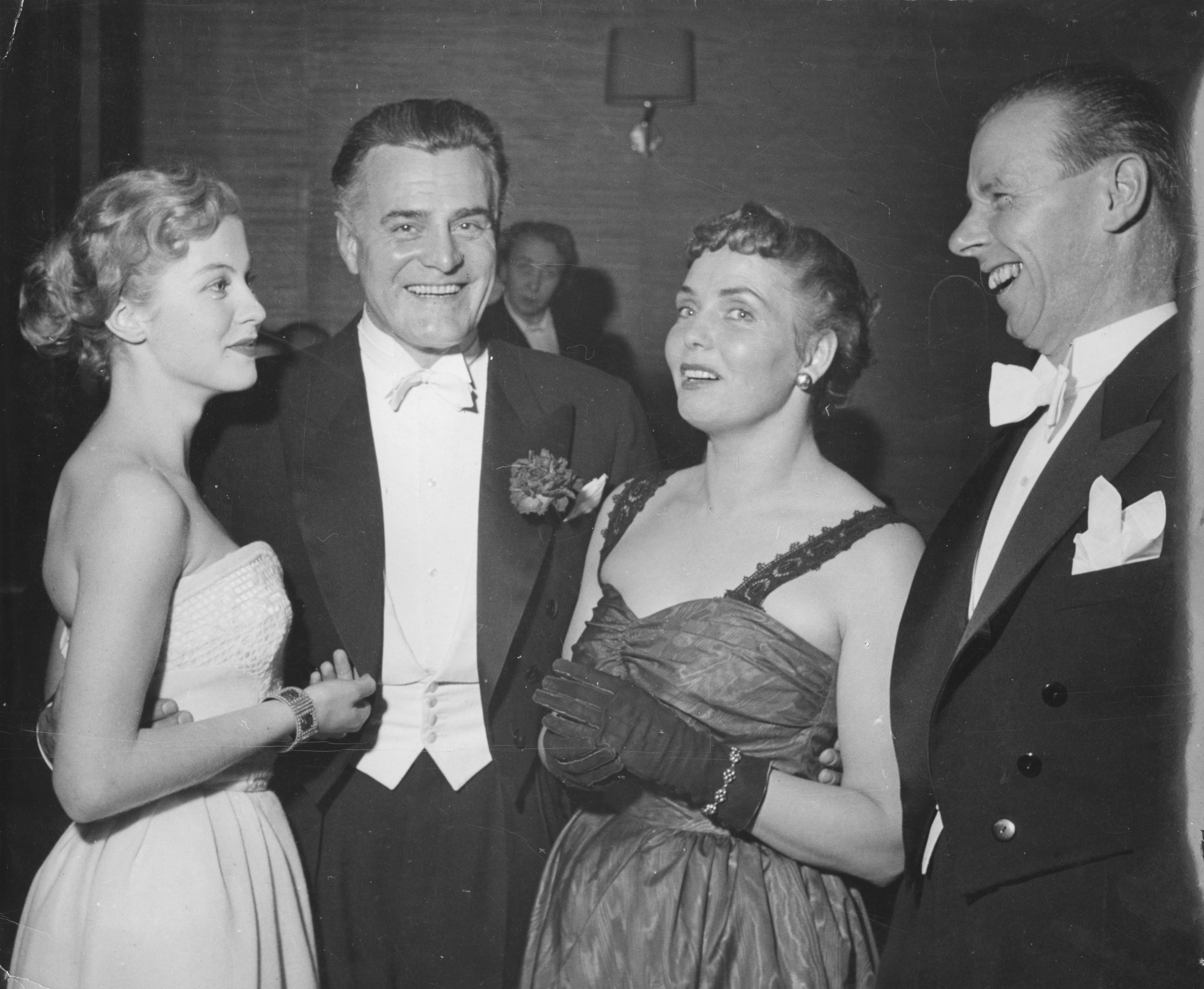
Premios Jussi de 1952. De izq. a der.: Armi Kuusela, Tauno Palo, Mirjami Kuosmanen y Veikko Itkonen

En el año 1949 Mirjami Kuosmanen viajó con Erik Blomberg a Laponia para rodar Aila – Pohjolan tytär, dirigida por Jack Witikka. El film no tuvo el éxito esperado, pero despejó el camino para la actuación más conocida de Kuosmanen, la película fantástica Valkoinen peura (1952), dirigida por Blomberg. Con guion escrito por el matrimonio, la película se estrenó durante los Juegos Olímpicos de Helsinki 1952. El trabajo fue aclamado internacionalmente, y Kuosmanen obtuvo un Premio Jussi a la mejor actriz. En 1953 Valkoinen peura recibió también un premio especial en el Festival de Cannes, siendo ella la primera estrella finlandesa invitada al citado evento. Kuosmanen trabó amistad en Cannes con la actriz Olivia de Havilland. Valkoinen peura fue también premiada en 1956 en Hollywood con un Globo de Oro a la mejor película en lengua extranjera.
Kuosmanen actuó igualmente en otras películas dirigidas por Blomberg, como Kun on tunteet (1954, según texto de Maria Jotuni) y Kihlaus (1955, adaptación de la obra teatral de Aleksis Kivi). La primera recibió excelentes críticas, y Kuosmanen se enorgullecía de la misma. La segunda, aunque tuvo éxito, obtuvo críticas mediocres. Kuosmanen escribía la mayoría de las películas dirigidas por Blomberg, rodándose con una estrecha colaboración entre ambos.
El último papel cinematográfico de Kuosmanen llegó con la cinta de Aarne Tarkas Jokin ihmisessä (1956). Tres años más tarde escribió el guion de la coproducción finlandesa, sueca y polaca Hääyö. Posteriormente se ocupó en el rodaje de cortometrajes y películas comerciales.
Mirjami Kuosmanen fue miembro de la junta directiva de la Sociedad Suomi-Unkari (Finlandia-Hungría) desde 1956, presidiéndola a partir de 1957. Kuosmanen volvió a los escenarios en 1962, interpretando el papel principal de la obra de Henrik Ibsen Meren naisen, bajo la dirección de Mauno Manninen, no consiguiendo la actriz una buena acogida del público por su trabajo.

### Vida privada
Mirjami Kuosmanen se casó con el fotógrafo Erik Blomberg (1913–1996) en el otoño de 1939. Se habían conocido en el Kansanteatterissa en 1938. Se casaron en Helsinki, y tuvieron cuatro hijos: Peter, ”Petteri” (1941), Nina (1942), Juha (1944) y Erkka (1945).
Kuosmanen falleció repentinamente por un accidente cerebrovascular en 1963 en Helsinki, a los 48 años de edad.

## Filmografía

### Actriz
- 1937 : Kuriton sukupolvi
- 1938 : Niskavuoren naiset
- 1938 : Jääkärin morsian
- 1938 : Laulu tulipunaisesta kukasta
- 1939 : Herrat ovat herkkäuskoisia
- 1939 : Kaksi Vihtoria
- 1940 : Miehen tie
- 1940 : Ketunhäntä kainalossa
- 1942 : Puck
- 1943 : Yrjänän emännän synti
- 1945 : Sinä olet kohtaloni
- 1945 : Kohtalo johtaa meitä
- 1946 : Kultainen kynttilänjalka
- 1947 : Livet i finnskogarna
- 1948 : Toukokuun taika
- 1948 : Läpi usvan
- 1948 : Laulava sydän
- 1948 : Haaviston Leeni
- 1951 : Aila – Pohjolan tytär
- 1952 : Valkoinen peura
- 1952 : Niskavuoren Heta
- 1954 : Kun on tunteet
- 1955 : Kihlaus
- 1956 : Jokin ihmisessä

### Guionista
- 1952 : Valkoinen peura
- 1954 : Kun on tunteet
- 1955 : Kihlaus
- 1956 : Meren arkea
- 1959 : Hääyö

### Otros
- 1940 : Eulalia-täti (1940) (maquillaje)
- 1952 : Valkoinen peura (vestuario y maquillaje)